# Aceraius laevicollis
Aceraius laevicollis es una especie de coleóptero de la familia Passalidae.

## Distribución geográfica
Habita en Borneo, Sumatra y Tailandia.